# Cromossoma 8

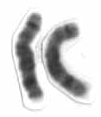
Par de cromossoma 8

O cromossoma 8 é um dos 23 pares de cromossomas do cariótipo humano.

## Genes
Estes são alguns dos genes localizados no cromossoma 8:
| Gene                                                                                | Descrição! |
| ----------------------------------------------------------------------------------- | ---------- |
| AEG1 (ligado ao carcinoma hepatocelular e ao neuroblastoma)                         |            |
| Arc/Arg3.1                                                                          |            |
| BLK                                                                                 |            |
| COH1                                                                                |            |
| FGFR1                                                                               |            |
| GDAP1                                                                               |            |
| LPL                                                                                 |            |
| MCPH1                                                                               |            |
| NDRG1                                                                               |            |
| NEF3                                                                                |            |
| NEFL                                                                                |            |
| SLC20A2                                                                             |            |
| SNAI2                                                                               |            |
| TG                                                                                  |            |
| TPA                                                                                 |            |
| VMAT1                                                                               |            |
| WRN (ligado à Síndrome de Werner)                                                   |            |
| pseudogene GULOP (responsável pela inabilidade do corpo humano produzir vitamina C) |            |

## Doenças
- Trissomia 8, ou Síndrome de Warkany